# Grote Raad (Zwitserland)

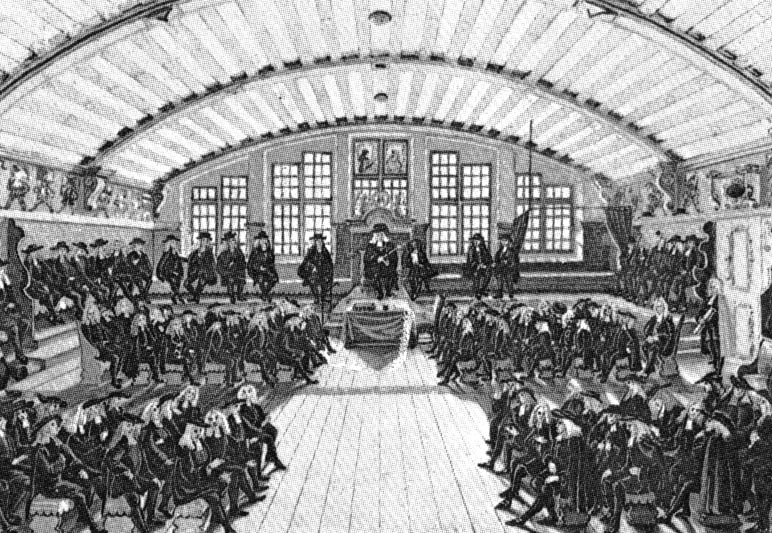
Vergadering van de Grote Raad van het kanton Bern in 1735

De Grote Raad (Duits: Grosser Rat, Frans: Grand Conseil, Italiaans (taal): Gran Consiglio, Reto-Romaans: Cussegl grond) is de benaming voor een aantal kantonsparlementen in Zwitserland. Zij worden via algemeen, enkelvoudig kiesrecht gekozen voor een termijn van vier jaar en bezitten voornamelijk wetgevende macht. Tussentijdse verkiezingen zijn niet mogelijk, dus een gekozen Grote Raad moet zijn volledige mandaat uitzitten. De voorzitter wordt voor de duur van één jaar gekozen en zijn opvolger moet uit een andere partij afkomstig zijn dan zijn voorganger.
In de volgende kantons kent men een Grote Raad als kantonsparlement:
- Aargau: Grote Raad van Aargau (Grosser Rat)
- Appenzell Innerrhoden: Grote Raad van Appenzell Innerrhoden (Grosser Rat)
- Bazel-Stad: Grote Raad van Bazel-Stad (Grosser Rat)
- Bern: Grote Raad van Bern (Grosser Rat/Grand Conseil)
- Fribourg: Grote Raad van Fribourg (Grosser Rat/Grand Conseil)
- Genève: Grote Raad van Genève (Grand Conseil)
- Graubünden: Grote Raad van Graubünden (Grosser Rat/Gran Consiglio/Cussegl grond)
- Luzern: Grote Raad van Luzern (Grosser Rat)
- Neuchâtel: Grote Raad van Neuchâtel (Grand Conseil)
- Ticino: Grote Raad van Ticino (Gran Consiglio)
- Thurgau: Grote Raad van Thurgau (Grosser Rat)
- Vaud: Grote Raad van Vaud (Grand Conseil)
- Wallis: Grote Raad van Wallis (Grosser Rat/Grand Conseil)